# День хіміка
Де́нь хі́міка — професійне свято працівників хімічної та нафтохімічної промисловостей України. Відзначається щорічно в останню неділю травня.

## Історія
Традиція відзначати День хіміка як професійне свято з'явилася в УРСР після видання Указу Президії Верховної Ради СРСР від 01.10.80 N 3018-Х «Про святкові і пам'ятні дні».
Після відновлення незалежності України свято було встановлено згідно Указу Президента України «Про День хіміка» від 7 травня 1994 р. № 219/94 — «На підтримку ініціативи працівників хімічної та нафтохімічної промисловості України…». 

## Святкування
До Дня хіміка на хімічних підприємствах України проводяться святкові концерти та традиційні нагородження найкращих працівників. Масові святкування відбуваються у містах, в яких значна кількість населення задіяна у хімічній та нафтохімічній промисловостях. Так, у Сєвєродонецьку святкування Дня хіміка поступово переросло у святкування Дня міста.
Традиція відзначати День хіміка підтримується і в провідних університетах країни: у хіміко-технологічному, Київському, Харківському, Українській академії друкарства та Житомирському університетах щорічно проводяться концерти самодіяльность, науково-популярні конференції та фотовиставки.